# Niszczyca belkowa

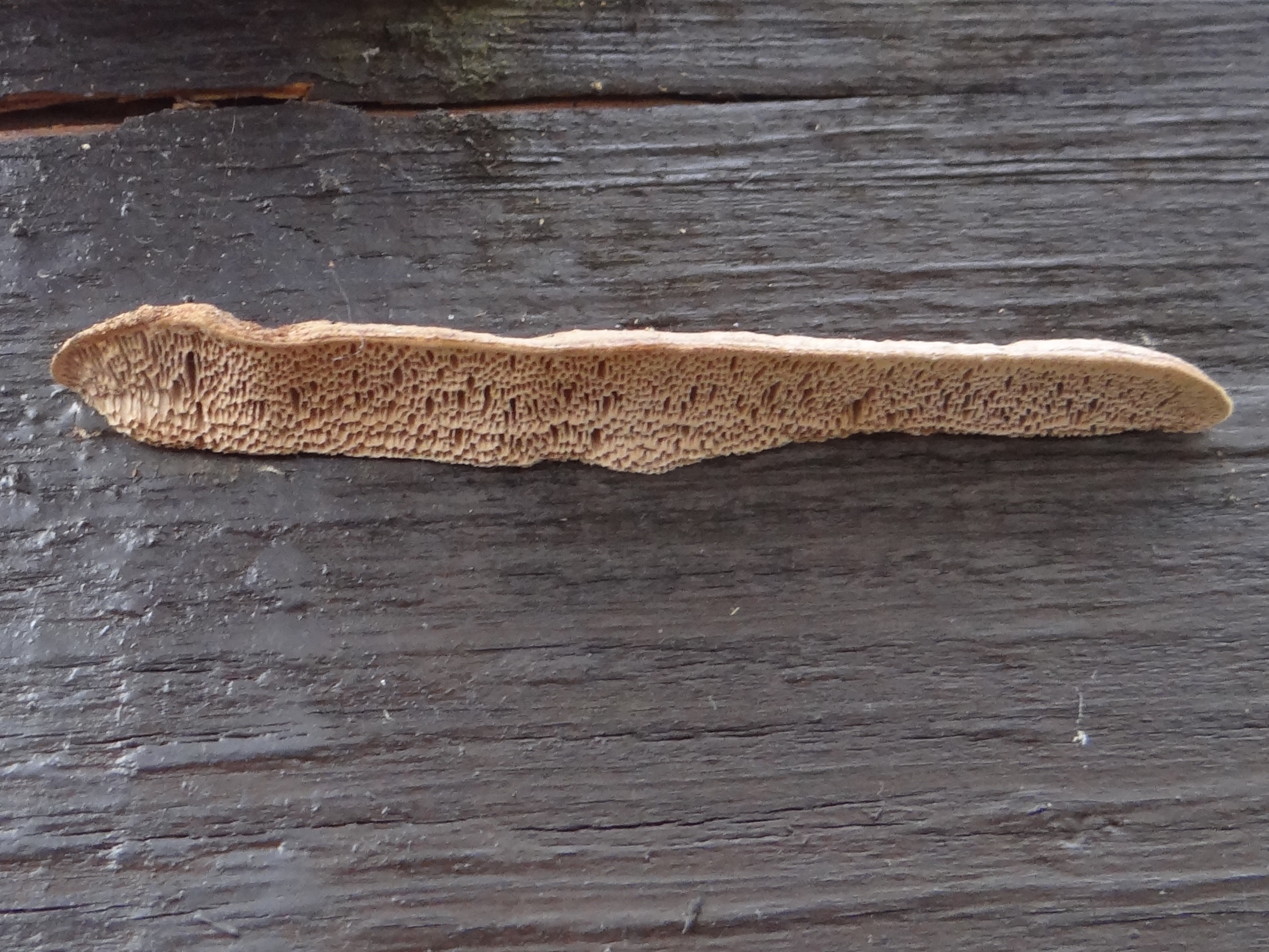

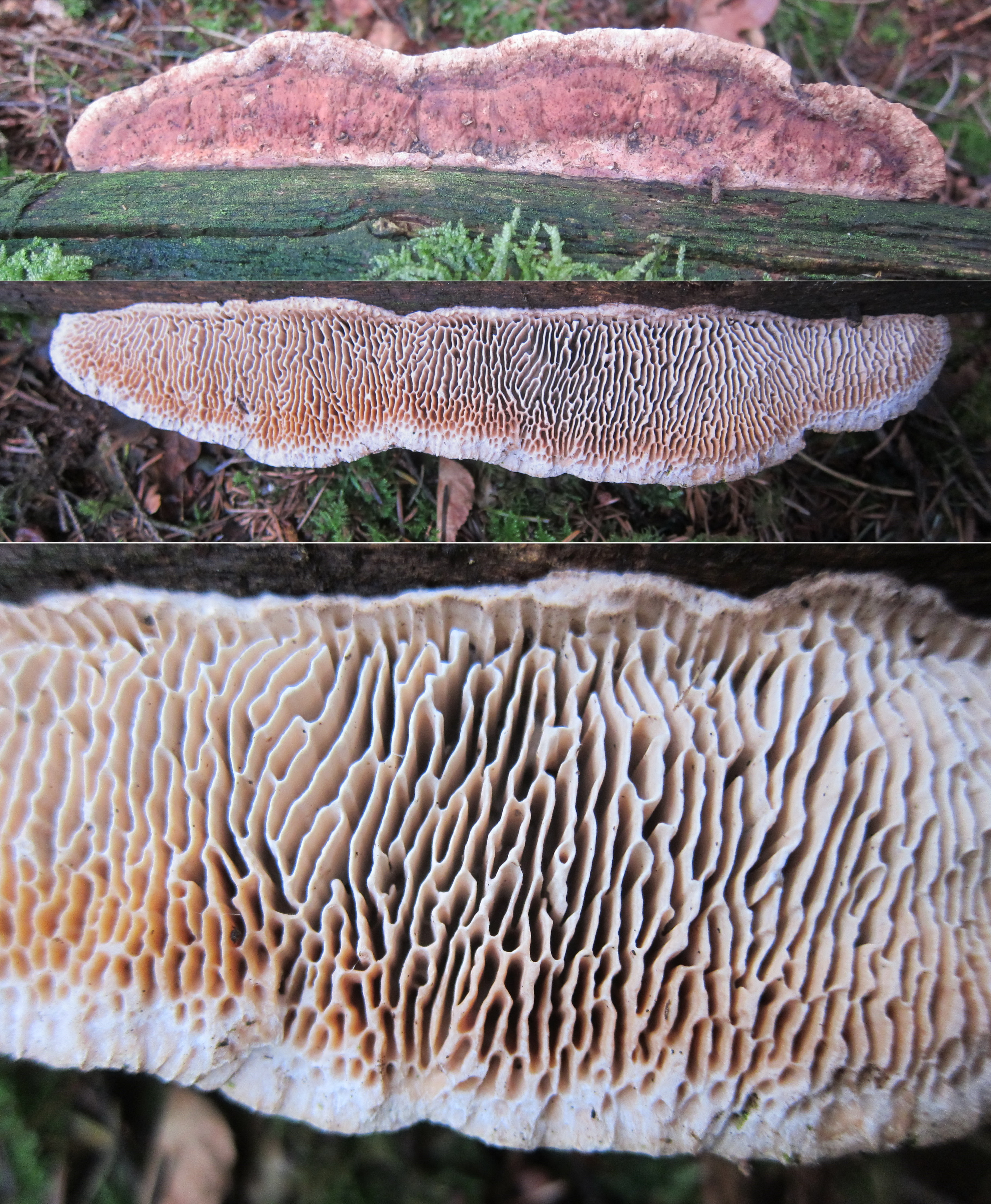

Niszczyca belkowa (Gloeophyllum trabeum (Pers.) Murrill) – gatunek grzybów z rodziny niszczycowatych (Gloeophyllaceae).

## Systematyka i nazewnictwo
Pozycja w klasyfikacji według Index Fungorum: Gloeophyllum, Gloeophyllaceae, Gloeophyllales, Incertae sedis, Agaricomycetes, Agaricomycotina, Basidiomycota, Fungi.
Po raz pierwszy opisał go w 1801 r. Christiaan Hendrik Persoon, nadając mu nazwę Agaricus trabeus. Obecną, uznaną przez Index Fungorum nazwę nadał mu w 1908 r. William Alphonso Murrill. Ma 44 synonimy. Niektóre z nich:
- Chaetoporellus trabeus (Pers.) M.P. Christ. 1960
- Coriolopsis trabea (Pers.) Bondartsev & Singer 1941
- Phaeocoriolellus trabeus (Pers.) Kotl. & Pouzar 1957
- Tyromyces trabeus (Pers.) Parmasto, 1959.

Nazwę polską niszczyca belkowa nadali Barbara Gumińska i Władysław Wojewoda w 1983 r. Wcześniejsze nazwy polskie: huba płotowa (Franciszek Błoński 1888), gmatwek palony (F. Kwieciński 1896), ciemnoblaszek belkowy (Stanisław Domański i inni 1967), ciemnoskórek belkowy (W. Wojewoda 1999).

## Morfologia
Owocnik
O zróżnicowanym kształcie: konsolowaty, kopytkowaty, czasem w postaci drobnych guzków. Sąsiednie owocniki mogą się zrastać tworząc wydłużony, półeczkowaty owocnik, lub są ułożone dachówkowato. Zdarzają się też okazy rozpostarte (resupinowate) z nielicznymi guzkami będącymi zaczątkami konsolek. Górna powierzchnia początkowo jest filcowata, niestrefowana, jasnocynamonowa, potem staje się naga, gładka, nieregularnie strefowana barwy orzecha laskowego. Brzeg dość ostry i nieco podwinięty. Rurki jasnobrunatne o długości 1–4 mm, u owocników rosnących na pionowym podłożu są otwarte, czasami pokryte białym nalotem. Pory kanciaste lub zaokrąglone, czasami wydłużone, rzadziej labiryntowate. Przy brzegu kapelusza czasami tworzą krótkie blaszki w ilości od 2–4 na mm, o średnicy 0,18–0,4 mm. Pod lupą można na nich zobaczyć biały, rzęskowaty nalot. Przy dotyku ściera się, i wówczas blaszki ciemniej.
Cechy mikroskopowe
Trama o grubości 1–3 mm, korkowata, tej samej barwy co rurki, pod działaniem KOH czerniejąca. Składa się z dwóch rodzajów strzępek: grubościennych, żółtawych, pofalowanych o grubości 2–4,5 µm z bardzo nielicznymi septami i sprzążkami oraz cienkościennych, szklistych z nielicznymi sprzążkami. W rurkach trama składa się też z dwóch rodzajów strzępek: żółtawych, grubościennych o szerokości 1,5–3,5 µm i cienkościennych, szklistych, silniej rozgałęzionych, o grubości 1–3 µm. Podstawki buławkowate, 17–22,5 × 5–7 µm z 2–4 sterygmami o długości 4,5–8 µm. Cystydy szkliste, buławkowate, pałkowate, cylindrycznobuławkowate, często z wydłużonym wierzchołkiem, rzadziej szydlaste, o wymiarach 18–38 × 4,5–7 µm. Zazwyczaj tylko niewiele wystają ponad podstawki. Zarodniki gładkie, szkliste, cylindryczne lub eliptycznocylindryczne, czasami nieco wygięte ze ściętą podstawą, o wymiarach 8,5–12 × 3–4 µm.

## Występowanie i siedlisko
Występuje na wielu wyspach i na wszystkich kontynentach poza Antarktydą. W Europie występuje na całym obszarze z wyjątkiem południowo-wschodniej i wschodniej części kontynentu. W Polsce W. Wojewoda w 2003 r. przytacza liczne stanowiska, z uwagą, że gatunek ten w Polsce jest raczej rzadki, ale nie jest zagrożony wyginięciem. Bardziej aktualne stanowiska podaje internetowy atlas grzybów. Znajduje się na Czerwonej liście roślin i grzybów Polski. Ma status R – gatunek potencjalnie zagrożony z powodu ograniczonego zasięgu geograficznego i małych obszarów siedliskowych.
Nadrzewny grzyb saprotroficzny rozwijający się na martwym drewnie drzew liściastych i iglastych, zwłaszcza na wierzbach i jabłoniach. Występuje w lasach, zaroślach, ogrodach, parkach, śródpolnych zadrzewieniach, ale także na drewnianych konstrukcjach; mostach, ogrodzeniach itp. Gatunek synantropijny. Owocniki rozwijają się przez cały rok. Powoduje zgniliznę brunatną drewna. Charakterystyczną cechą drewna zaatakowanego przez niszczycę belkową jest występowanie w początkowych etapach zgnilizny strzępek ze zgrubieniami w kształcie medalionów.